# Lendas Amazônicas
Lendas Amazônicas é uma coletânea de filmes brasileiros de 1998, do gênero ficção e com características de documentário, dirigido por Moisés Magalhães e Ronaldo Passarinho, com co-produção da GNT (canal da Globosat), baseado no livro Visagens e Assombrações de Belém de Walcyr Monteiro.
É uma série de longa-metragens paraense que narra lendas e mitos muito famosos na região norte do Brasil, incluindo: "O Boto", "Matinta Pêrera", "A Cobra Grande" e "Belém, Mitos e Mistérios". A trilha sonora foi composta para o filme pelo violonista Sebastião Tapajós.
Produzido em película 16 mm, foi indicado para o New York Film Festival, sendo exibido na Espanha e em Portugal. Em 1998, 'A Cobra Grande' participou do Festival de Vitória (ES). Em 1999, 'O Boto' foi exibido no Festival de Cannes, na França, integrante de um seleto grupo de cinco filmes escolhidos pela Globosat para representar o Brasil.

## Elenco
- Cacá Carvalho
- Dira Paes
- Walter Bandeira